# كروسندرة طويلة السنابل
كروسندرة طويلة السنابل (الاسم العلمي:Crossandra longispica) هي نوع من النباتات تتبع جنس الكروسندرة من الفصيلة الأقنتية.